# 1092
1092 (MXCII) je bilo prestopno leto, ki se je po julijanskem koledarju začelo na četrtek.

## Dogodki

#### Investiturni boj
- 21. april - Papež Urban II. povzdigne status pisanske škofije v nadškofijo. Prvi nadškof postane, potem ko cesarjevo stranko zamenja za papeževo, Dagobert, kasnejši latinski patriarh v Jeruzalemu.
- jesen - Rimsko-nemški cesar se odpravi v severno Italijo na kazenski pohod proti markizi Matildi Toskanski in oblega grad Canosso. Matilda z zmago nad cesarjevo vojsko še vdrugo poniža Henrika IV.↓
- → Po cesarjevem porazu pri Canossi sledi niz uporov v lombardskih mestih, ki so primorali cesarja k umiku iz Italije.↓
- → Hkrati si markiza Matilda pridobi zaupanje cesarjevega sina in prestolonaslednika Konrada II., nominalnega nemškega kralja.
- Papeška stranka uspe izvoliti in posvetiti Bertolda II. za švabskega vojvodo. Istega leta Bertold prejme v fevd tudi Vojvodino Koroško in Veronsko marko, kjer pa se mu ne uspe utrditi, saj je tam drži oblast cesarjev nameščenec Henrik V. Koroški. 1093 ↔

#### Ostalo
- 14. januar - Po smrti češkega kralja Vratislava II. rimsko-nemški cesar Henrik IV. ne imenuje novega naslednika. Vratislavov sin Konrad I. ostane zgolj češki vojvoda. Istega leta umre tudi on in naslednji češki vojvoda postane brat Bretislav II.

- maj - Anglija: kralj Viljem Ruf aneksira Cumbrio in hkrati uniči zadnji ostanek tamponskega britonskega žepnega kraljestva Strathclyde, ki je bilo v 11. stoletju pod občasno škotsko zasedbo. Na temeljih stare rimske utrdbe začne z gradnjo gradu Carlisle.
- 9. maj - Posvetitev stolnice v Lincolnu, Lincolnshire, vzhodna Anglija.
- Angleški in škotski kronisti zabeležijo nenavadno visoko plimo, ki poplavi obalne predele Anglije in Škotske.
- Apulijski vojvoda Roger Borsa se poroči z Adelo Flandrijsko, vdovo danskega kralja Knuta IV.. Prvemu možu je rodila tri sinove in dve hčerki, drugemu tri sinove. Od Rogerijevih sinov  otroštvo preživi samo en, bodoči vojvoda Viljem II. Apulijski.
- Seldžuško cesarstvo: po Malik Šahovi smrti seldžuška plemena začno med seba tekmovati in ustanavljati svoje neodvisne države. Nominalno njegovo cesarstvo  podeduje sin Mahmud I.. Dejansko se obseženo cesarstvo razdeli med njegove štiri sinove in ostalo ožje sorodstvo.
- Dinastija Song: inženir in učenjak Su Song objavi razpravo z vsemi potrebnimi navodili in načrti za izgradnjo mehanske astronomske ure na vodni pogon. Gre za izjemno zapleten mehanizem s preciznim načrtovanjem. Ko se pol stoletja kasneje ure polasti mandžurska dinastija Jin, uro demontirajo in ponovno sestavijo v Pekingu, a jo kljub navodilom in načrtom ne uspejo vzpostaviti v prvotno stanje.
- Francoski filozof in teolog Roscelin je v Reimsu obtožen herezije zaradi nominalističnega izpeljevanja o logičnem smislu Svete Trojice. Iz strahu pred izobčenjem in smrtno kaznijo se odreče povezovanju nominalizma z jedrom krščanske dogmatike, ne pa tudi nominalizmu samemu.

## Rojstva
Neznan datum
- Adela Savojska, francoska kraljica, soproga Ludvika VI. († 1154)
- Amadej III., savojski grof in križar († 1148)
- Fulk V., anžujski grof in jeruzalemski kralj († 1143)
- Al-Mustaršid, abasidski kalif († 1135)

## Smrti
- 14. januar - Vratislav II., češki vojvoda in kralj (* okoli 1032)
- 6. september - Konrad I., češki vojvoda (* okoli 1035)
- 14. oktober - Nizamul al-Mulk, seldžuški vezir (* 1018)
- 19. november - Malik Šah I., seldžuški sultan (* 1055)

Neznan datum
- Jordan Hautevillski, vojskovodja, nezakonski sin Rogerja Sicilskega